# Uzari
Joeri Navrotski (Wit-Russisch: Юрый Наўроцкі, Russisch: Юрий Навроцкий) (Minsk, 11 mei 1991), beter bekend onder zijn artiestennaam Uzari (Wit-Russisch: Юзары, Russisch: Юзари, Joezari) is een Wit-Russisch zanger.

## Biografie

### Songfestival
Tijdens het Eurovisiesongfestival 2011 was Uzari de achtergrondzanger van de Wit-Russische inzending van Anastasia Vinnikova. Uzari nam in 2012 voor het eerst zelf deel aan de nationale preselectie voor het Eurovisiesongfestival. Met het nummer The winner eindigde hij op de vijfde plek in Eurofest 2012. Een jaar later waagde hij met Secret opnieuw zijn kans, ditmaal met een achtste plaats als eindresultaat. Na een sabbatjaar deed Uzari een nieuwe poging, ditmaal samen met Maimuna. Met het nummer Time won het duo de nationale finale, waardoor ze samen Wit-Rusland mochten vertegenwoordigen op het Eurovisiesongfestival 2015 in de Oostenrijkse hoofdstad Wenen. Ze bleven daar steken in de halve finale.

### Andere projecten
In 2011 deed Uzari mee aan New Wave, hij werd hier elfde met 318 punten. Hij schreef de muziek van het nummer Sokal van Nadezjda Misjakova die met dit nummer deelnam aan het Junior Eurovisiesongfestival 2014. In 2016 deed hij auditie bij Golos krainy, de Oekraïense versie van The Voice. Hij kwam in het team van Tina Karol, maar kwam niet verder dan de Battles.
2004: Aleksandra & Konstantin · 
2005: Angelika Agoerbasj · 
2006: Polina Smolova · 
2007: Dmitri Koldoen · 
2008: Roeslan Alechno · 
2009: Pjotr Elfimov · 
2010: 3+2 · 
2011: Anastasia Vinnikova · 
2012: Litesound · 
2013: Aljona Lanskaja · 
2014: Teo · 
2015: Uzari & Maimuna · 
2016: Ivan · 
2017: Navi · 
2018: Alekseev · 
2019: ZENA